# Albino Morales
Albino Morales Pérez (Ciudad de México; 30 de mayo de 1940-Toluca de Lerdo; 11 de marzo de 2020) fue un futbolista mexicano que jugó en el mediocampo.
Fue el mexicano que jugó más partidos (con 7) en un Torneo Olímpico de Fútbol (1964 y 1968), cuando fue superado por el portero José de Jesús Corona.

## Selección nacional
Entre 1963 y 1969 jugó 21 apariciones internacionales para El Tri, en el que anotó su único gol en la victoria por 8-0 ante Jamaica el 28 de marzo de 1963.

### Participaciones en Juegos Olímpicos
| Torneo                   | Sede   | Resultado    |
| ------------------------ | ------ | ------------ |
| Juegos Olímpicos de 1964 | Tokio  | Primera fase |
| Juegos Olímpicos de 1968 | México | Cuarto lugar |

### Partidos internacionales
| \| N.º \| Fecha \| Ciudad \| Local \| Res. \| Visitante \| Competición \| Goles \| \| --- \| ----------------------- \| ---------------- \| --------------------- \| ---- \| ---------------- \| ------------------------------ \| ----- \| \| 1 \| 24 de marzo de 1963 \| Santa Ana \| Antillas Neerlandesas \| 2:1 \| México \| Campeonato de Naciones de 1963 \| - \| \| 2 \| 28 de marzo de 1963 \| Santa Ana \| México \| 8:0 \| Jamaica \| Campeonato de Naciones de 1963 \| 80' \| \| 3 \| 30 de marzo de 1963 \| Santa Ana \| Costa Rica \| 0:0 \| México \| Campeonato de Naciones de 1963 \| - \| \| 4 \| 6 de diciembre de 1967 \| Ciudad de México \| México \| 2:1 \| Hungría \| Amistoso \| - \| \| 5 \| 8 de diciembre de 1967 \| Guadalajara \| México \| 0:2 \| Hungría \| Amistoso \| - \| \| 6 \| 23 de enero de 1968 \| Ciudad de México \| México \| 3:1 \| Colombia \| Amistoso \| - \| \| 7 \| 7 de marzo de 1968 \| León \| México \| 1:1 \| Unión Soviética \| Amistoso \| - \| \| 8 \| 26 de marzo de 1968 \| Ciudad de México \| México \| 4:0 \| Japón \| Amistoso \| - \| \| 9 \| 10 de julio de 1968 \| Ciudad de México \| México \| 2:1 \| Brasil \| Amistoso \| - \| \| 10 \| 27 de agosto de 1968 \| Ciudad de México \| México \| 3:1 \| Chile \| Amistoso \| - \| \| 11 \| 3 de noviembre de 1968 \| Belo Horizonte \| Brasil \| 2:1 \| México \| Amistoso \| - \| \| 12 \| 22 de diciembre de 1968 \| Ciudad de México \| México \| 1:1 \| Alemania Federal \| Amistoso \| - \| \| 13 \| 1 de enero de 1969 \| Ciudad de México \| México \| 2:3 \| Italia \| Amistoso \| - \| \| 14 \| 5 de enero de 1969 \| Ciudad de México \| México \| 1:1 \| Italia \| Amistoso \| - \| \| 15 \| 22 de enero de 1969 \| Ciudad de México \| México \| 3:0 \| Dinamarca \| Amistoso \| - \| \| 16 \| 4 de febrero de 1969 \| León \| México \| 1:0 \| Colombia \| Amistoso \| - \| \| 17 \| 6 de abril de 1969 \| Lisboa \| Portugal \| 0:0 \| México \| Amistoso \| - \| \| 18 \| 16 de abril de 1969 \| Bruselas \| Bélgica \| 2:0 \| México \| Amistoso \| - \| \| 19 \| 1 de mayo de 1969 \| Malmö \| Suecia \| 1:0 \| México \| Amistoso \| - \| \| 20 \| 6 de mayo de 1969 \| Copenhague \| Dinamarca \| 3:1 \| México \| Amistoso \| - \| \| 21 \| 8 de mayo de 1969 \| Oslo \| Noruega \| 0:2 \| México \| Amistoso \| - \| |                         |                  |                       |      |                  |                                |       |
| N.º | Fecha                   | Ciudad           | Local                 | Res. | Visitante        | Competición                    | Goles |
| 1 | 24 de marzo de 1963     | Santa Ana        | Antillas Neerlandesas | 2:1  | México           | Campeonato de Naciones de 1963 | -     |
| 2 | 28 de marzo de 1963     | Santa Ana        | México                | 8:0  | Jamaica          | Campeonato de Naciones de 1963 | 80'   |
| 3 | 30 de marzo de 1963     | Santa Ana        | Costa Rica            | 0:0  | México           | Campeonato de Naciones de 1963 | -     |
| 4 | 6 de diciembre de 1967  | Ciudad de México | México                | 2:1  | Hungría          | Amistoso                       | -     |
| 5 | 8 de diciembre de 1967  | Guadalajara      | México                | 0:2  | Hungría          | Amistoso                       | -     |
| 6 | 23 de enero de 1968     | Ciudad de México | México                | 3:1  | Colombia         | Amistoso                       | -     |
| 7 | 7 de marzo de 1968      | León             | México                | 1:1  | Unión Soviética  | Amistoso                       | -     |
| 8 | 26 de marzo de 1968     | Ciudad de México | México                | 4:0  | Japón            | Amistoso                       | -     |
| 9 | 10 de julio de 1968     | Ciudad de México | México                | 2:1  | Brasil           | Amistoso                       | -     |
| 10 | 27 de agosto de 1968    | Ciudad de México | México                | 3:1  | Chile            | Amistoso                       | -     |
| 11 | 3 de noviembre de 1968  | Belo Horizonte   | Brasil                | 2:1  | México           | Amistoso                       | -     |
| 12 | 22 de diciembre de 1968 | Ciudad de México | México                | 1:1  | Alemania Federal | Amistoso                       | -     |
| 13 | 1 de enero de 1969      | Ciudad de México | México                | 2:3  | Italia           | Amistoso                       | -     |
| 14 | 5 de enero de 1969      | Ciudad de México | México                | 1:1  | Italia           | Amistoso                       | -     |
| 15 | 22 de enero de 1969     | Ciudad de México | México                | 3:0  | Dinamarca        | Amistoso                       | -     |
| 16 | 4 de febrero de 1969    | León             | México                | 1:0  | Colombia         | Amistoso                       | -     |
| 17 | 6 de abril de 1969      | Lisboa           | Portugal              | 0:0  | México           | Amistoso                       | -     |
| 18 | 16 de abril de 1969     | Bruselas         | Bélgica               | 2:0  | México           | Amistoso                       | -     |
| 19 | 1 de mayo de 1969       | Malmö            | Suecia                | 1:0  | México           | Amistoso                       | -     |
| 20 | 6 de mayo de 1969       | Copenhague       | Dinamarca             | 3:1  | México           | Amistoso                       | -     |
| 21 | 8 de mayo de 1969       | Oslo             | Noruega               | 0:2  | México           | Amistoso                       | -     |

## Clubes
| Club             | País   | Año       |
| ---------------- | ------ | --------- |
| Deportivo Toluca | México | 1962-1972 |
| Club América     | México | 1972-1973 |
| C.D. Guadalajara | México | 1974      |
| Deportivo Toluca | México | 1974-1975 |

## Palmarés

### Títulos nacionales
| Título               | Club   | País   | Año     |
| -------------------- | ------ | ------ | ------- |
| Primera División     | Toluca | México | 1966-67 |
| Campeón de Campeones | Toluca | México | 1966-67 |
| Primera División     | Toluca | México | 1967-68 |
| Campeón de Campeones | Toluca | México | 1967-68 |
| Primera División     | Toluca | México | 1974-75 |

### Títulos internacionales
| Título                           | Club   | País       | Año  |
| -------------------------------- | ------ | ---------- | ---- |
| Copa de Campeones de la Concacaf | Toluca | Nueva York | 1968 |